# Gran Madre di Dio (titre cardinalice)
Pour les articles homonymes, voir Gran Madre di Dio.
Le titre cardinalice de Gran Madre di Dio est institué le 5 février 1965 par le pape Paul VI dans la constitution apostolique Urbis. 
Le titre cardinalice est attribué à un cardinal-prêtre et rattaché à l'église Gran Madre di Dio.

## Titulaires
- Agnelo Rossi (1965-1984)
- Ángel Suquía Goicoechea (1985-2006)
- Angelo Bagnasco (2007- )

## Sources
- (it) Cet article est partiellement ou en totalité issu de l’article de Wikipédia en italien intitulé « Gran Madre di Dio (titolo cardinalizio) » (voir la liste des auteurs).